# St. Laurentius (Canstein)

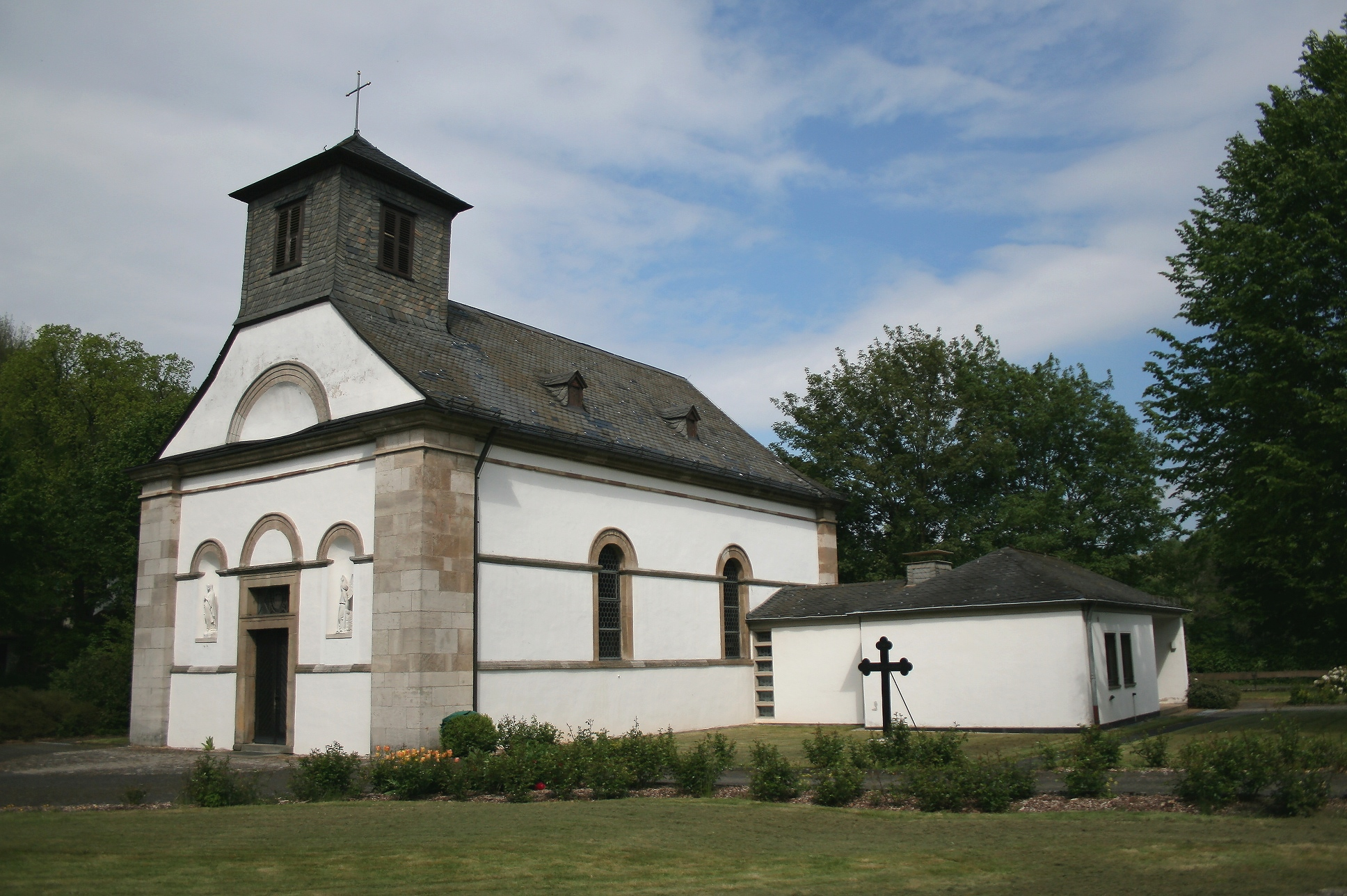
St. Laurentius

Die katholische Kirche St. Laurentius ist ein denkmalgeschütztes Kirchengebäude in Canstein, einem Stadtteil von Marsberg im Hochsauerlandkreis in Nordrhein-Westfalen.
Das Gebäude wurde von 1834 bis 1837 als klassizistische Saalkirche mit Holzdecke und 3/6-Schluss errichtet. Der abgewalmte Giebel der Westfassade wurde mit einem kubischer Dachreiter gekrönt. Die Einrichtung ist recht einheitlich im Biedermeierstil gehalten. Der Bau ist verputzt und in Werkstein aus breiten Ecklisenen gegliedert.

## Ausstattung
- Ein barockes Säulenretabel aus dem Kapuzinerkloster in Niedermarsberg. Jahrhunderts.
- Ein zierlicher, dreibeiniger Tauftisch aus Holz in Rokoko- und Zopfstilformen vom Ende des  18. Jahrhunderts stammt aus der Schlosskapelle.
- Die Orgelempore auf Säulen mit lyraförmiger Brüstung stammt aus der Bauzeit der Kirche.[2]